# Esprit d'air
Esprit d'air (stylisé « Esprit D'Air »), est un groupe de metal progressif japonais formé à Londres en 2010, composé de membres originaires du Japon. En 2013, leur single "Shizuku" devient la première chanson en japonais jouable dans le jeu vidéo Rock Band 3 (puis dans Rock Band 4 depuis 2023), ce qui augmente leur popularité. Cependant, le groupe se sépare la même année, ses membres retournant au Japon. Depuis 2016, Esprit d'Air est le projet solo de Kai, qui s'entoure de musiciens de session pour ses concerts, y compris d'anciens membres du groupe.
Réformé en 2016, le premier album solo de Kai, Constellations, sort en 2017 et reçoit des critiques élogieuses. L'album remporte le prix du « Meilleur album metal » aux Independent Music Awards, un jury comprenant Amy Lee (Evanescence), Slayer et Sepultura.
En 2022, Esprit d'Air publie son deuxième album, Oceans, qui atteint la 8ᵉ place du classement des albums rock et metal au Royaume-Uni et la 5ᵉ place du classement des albums indépendants.

## Histoire

### Formation et début (2010–2011)
Esprit d'Air a été fondé en mai 2010 après que ses membres se soient rencontrés lors d’un concert à Londres. La formation initiale comprenait Yosh (chant), Kai (guitare principale, chœurs), Ellis (basse), Yuki (guitare rythmique) et Daishi (batterie). En octobre 2010, le groupe sort son premier EP intitulé Deai (出逢い, « Rencontre »), enregistré aux Sarm East Studios de Londres.
Le groupe s’est produit régulièrement au Royaume-Uni et en Espagne et a été interviewé sur la plateforme japonaise Nico Nico Douga.

### Succès avecShizukuet hiatus (2012–2013)
En 2012, Esprit d'Air sort le single Shizuku (雫) qui devient la première chanson japonaise intégrée à Rock Band 3. Cependant, des tensions internes et des engagements personnels conduisent à la dissolution du groupe en 2013, malgré un intérêt croissant pour leur musique. Yosh quitte le groupe pour retourner à Tokyo, et le projet est mis en pause indéfinie.

### Renaissance avecRebirth(2016–2017)
En 2016, Kai décide de relancer Esprit d'Air comme projet solo. Le single Rebirth marque un retour remarqué et s'accompagne de concerts à Londres et Paris. En 2017, Esprit d'Air sort son premier album studio, Constellations, qui remporte le prix du « Meilleur album metal » aux Independent Music Awards et atteint le top 40 des charts britanniques.

### Oceanset reconnaissance internationale (2018–2022)
Après plusieurs années de travail, Esprit d'Air sort son deuxième album, Oceans, en 2022. L'album atteint la 8ᵉ place du classement rock et métal au Royaume-Uni et reçoit des critiques élogieuses.

### Seasonset projets futurs (2023–présent)
En novembre 2024, Esprit d'Air publie son troisième album studio, Seasons, accompagné d'un album live, Live in Barcelona. Le groupe annonce également un nouvel album, Aeons, prévu pour 2025.

## Membres

### Membre actuel
- Kai – Chant, guitare, basse, batterie, composition (2010–2013, 2016–présent)
- Jan-Vincent Velazco – batterie (2016–présent)
- Yusuke Okamoto – Guitare (2019–présent)
- Takeshi Tokunaga – basse (2019–présent)

### Anciens membres
- Yoshisuke Suga – Chant (2010–2013)
- Ellis – Basse (2010–2013)
- Daishi – Batterie (2010–2013)
- Yuki – Guitare rythmique (2010–2011)
- Coma – Chant (2013)
- Tatsuya Nashimoto – Guitare (2013)

## Discographie

### Albums studio
| Année | Titre          | Détails                                            | Classements                                                                             |
| ----- | -------------- | -------------------------------------------------- | --------------------------------------------------------------------------------------- |
| 2017  | Constellations | Sortie : 7 juillet 2017 Label : Starstorm Records  | UK Rock & Metal Albums : 33 UK Albums Downloads : 45 UK Independent Albums : 48         |
| 2022  | Oceans         | Sortie : 18 février 2022 Label : Starstorm Records | UK Rock & Metal Albums : 8 UK Independent Albums Breakers : 5 UK Albums Downloads : 5   |
| 2024  | Seasons        | Sortie : 8 novembre 2024 Label : Starstorm Records | UK Rock & Metal Albums : 20 UK Independent Albums Breakers : 5 UK Albums Downloads : 13 |

### Albums live
| Année | Titre                 | Détails                                              | Classements                                                   |
| ----- | --------------------- | ---------------------------------------------------- | ------------------------------------------------------------- |
| 2021  | 10th Anniversary Live | Sortie : 5 février 2021. Label : Starstorm Records.  | Aucun classement disponible                                   |
| 2024  | Live in Barcelona     | Sortie : 8 novembre 2024. Label : Starstorm Records. | UK Albums Downloads : 39; UK Independent Albums Breakers : 20 |

### Singles
| Année | Titre                                                  | Détails                                              | Classements                 |
| ----- | ------------------------------------------------------ | ---------------------------------------------------- | --------------------------- |
| 2012  | Shizuku (雫)                                           | Sortie : 29 juin 2012 Label : Indépendant            | UK Single Downloads : 47    |
| 2016  | Rebirth                                                | Sortie : 14 décembre 2016 Label : Starstorm Records  | Aucun classement disponible |
| 2017  | Guiding Light                                          | Sortie : 14 avril 2017 Label : Starstorm Records     | Aucun classement disponible |
| 2017  | Ignition                                               | Sortie : 18 août 2017 Label : Starstorm Records      | Aucun classement disponible |
| 2018  | Starstorm                                              | Sortie : 26 janvier 2018 Label : Starstorm Records   | Aucun classement disponible |
| 2018  | Calling You                                            | Sortie : 11 mai 2018 Label : Starstorm Records       | Aucun classement disponible |
| 2018  | Serafine                                               | Sortie : 31 août 2018 Label : Starstorm Records      | Aucun classement disponible |
| 2019  | Amethyst                                               | Sortie : 22 février 2019 Label : Starstorm Records   | Aucun classement disponible |
| 2020  | Leviathan                                              | Sortie : 4 décembre 2020 Label : Starstorm Records   | UK Single Downloads : 10    |
| 2021  | Kurenai (紅)                                           | Sortie : 19 mars 2021 Label : Starstorm Records      | Aucun classement disponible |
| 2021  | Nebulae                                                | Sortie : 30 avril 2021 Label : Starstorm Records     | Aucun classement disponible |
| 2021  | Glaciers                                               | Sortie : 11 juin 2021 Label : Starstorm Records      | Aucun classement disponible |
| 2021  | Guiding Light (Reimagined)                             | Sortie : 23 juillet 2021 Label : Starstorm Records   | Aucun classement disponible |
| 2021  | Tsunami (津波)                                         | Sortie : 3 septembre 2021 Label : Starstorm Records  | Aucun classement disponible |
| 2021  | Souhou Raiā (双方ライアー) (feat. UmiKazeTaiyou)       | Sortie : 15 octobre 2021 Label : Starstorm Records   | Aucun classement disponible |
| 2021  | Deai (Orchestra Mix) (出逢い - オーケストラ・ミックス) | Sortie : 26 novembre 2021 Label : Starstorm Records  | Aucun classement disponible |
| 2022  | Dead Zone (feat. Ben Christo)                          | Sortie : 11 mars 2022 Label : Starstorm Records      | Aucun classement disponible |
| 2023  | Shizuku (feat. Misstiq)                                | Sortie : 10 février 2023 Label : Starstorm Records   | Aucun classement disponible |
| 2023  | The Trooper (feat. Tim "Ripper" Owens et Ben Christo)  | Sortie : 29 septembre 2023 Label : Starstorm Records | iTunes UK Metal Charts : 1  |
| 2023  | Grudge                                                 | Sortie : 27 octobre 2023 Label : Starstorm Records   | Aucun classement disponible |
| 2024  | Shizuku (Zardonic Remix)                               | Sortie : 14 juin 2024 Label : Starstorm Records      | Aucun classement disponible |
| 2024  | Glaciers (Orchestral Version)                          | Sortie : 12 juillet 2024 Label : Starstorm Records   | Aucun classement disponible |
| 2024  | Aire (アイレ)                                          | Sortie : 30 août 2024 Label : Starstorm Records      | Aucun classement disponible |

## Récompenses
- Meilleur album metal – Independent Music Awards (2018)
- Vidéo musicale : Leviathan 2.0 – Paris Film Awards (2022)